# Certificado internacional de vacunación o profilaxis

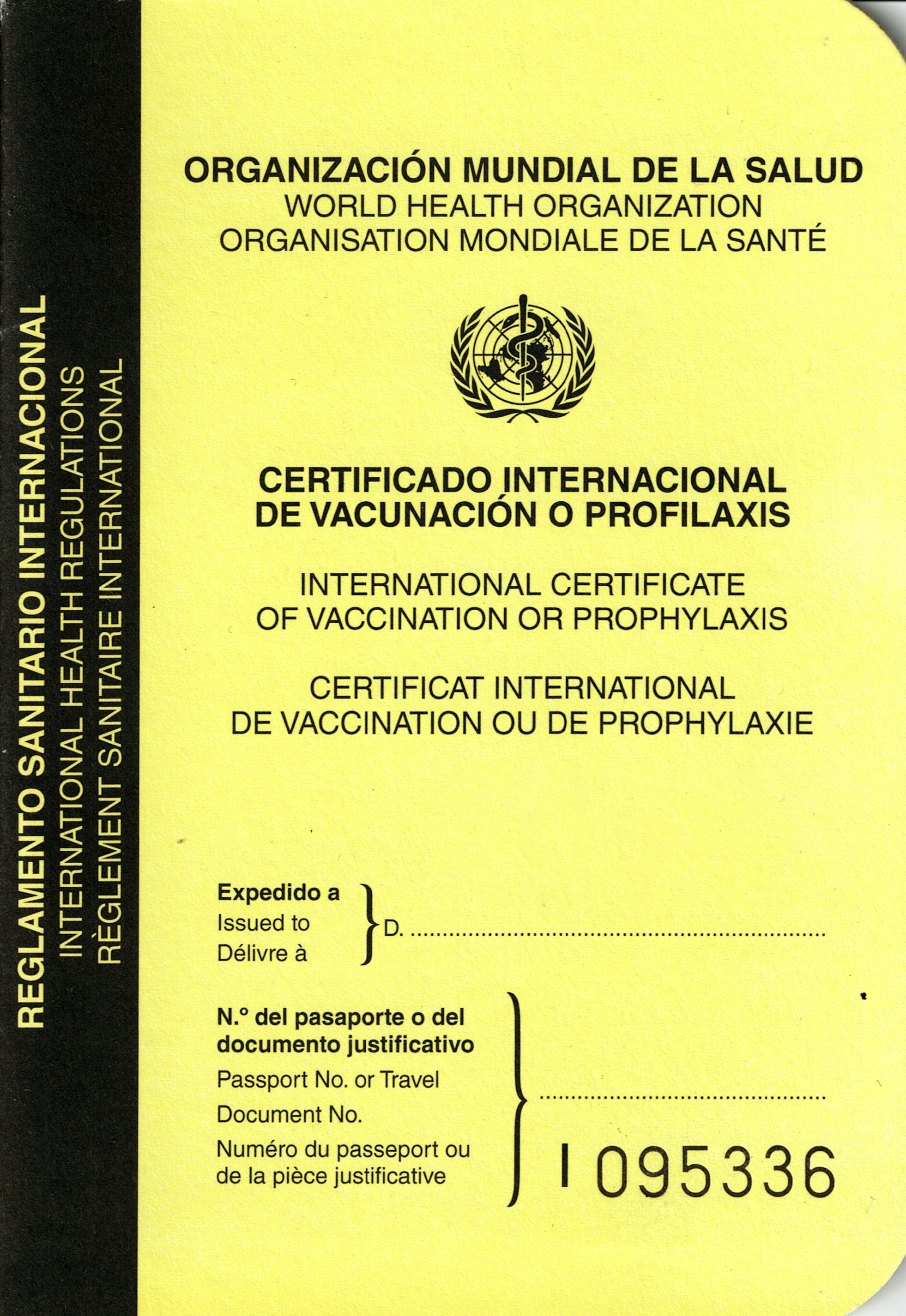
Un Certificado de Vacunación de la OMS emitido en España

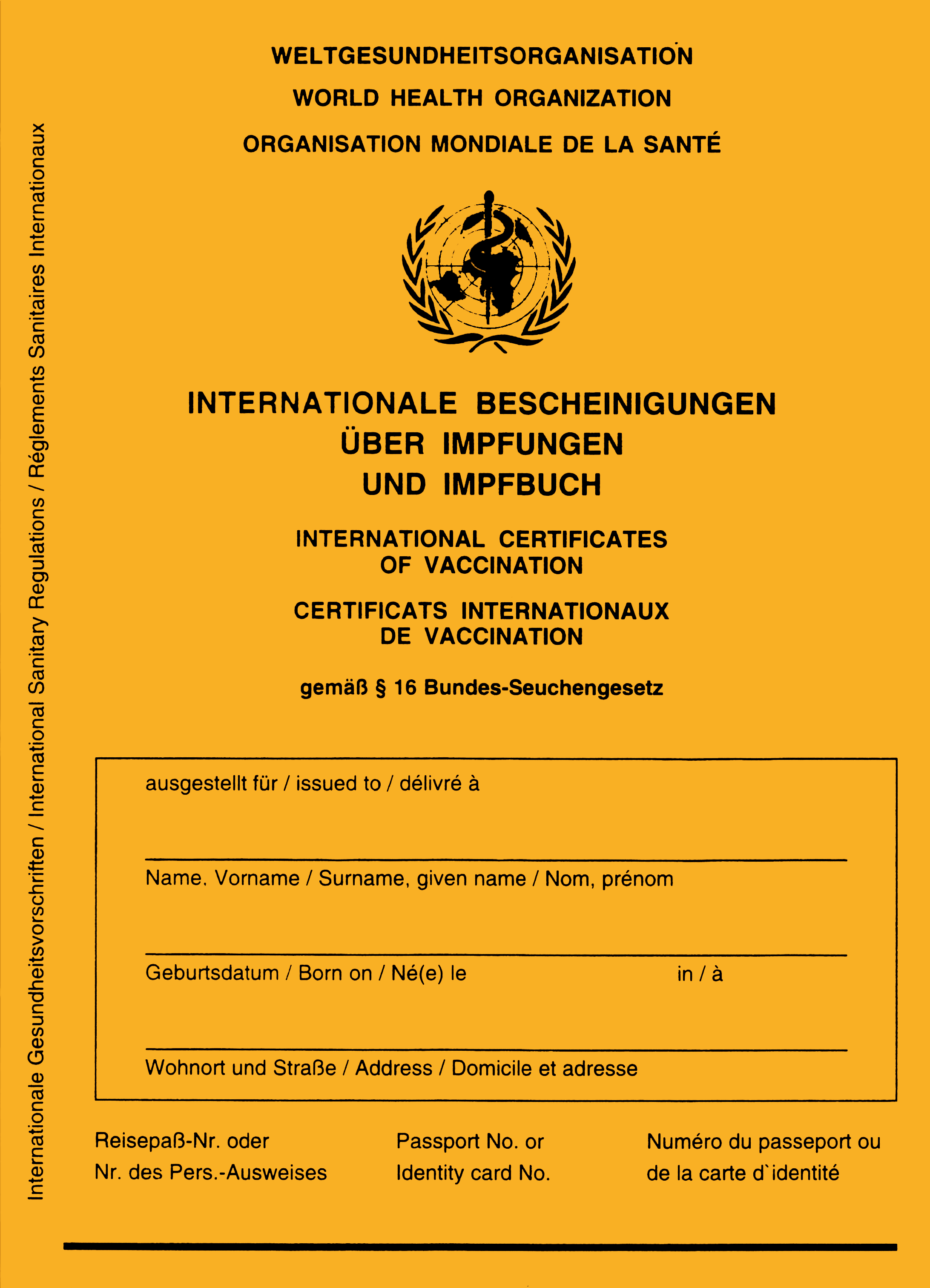
Certificado de Vacunación de la OMS en Alemania

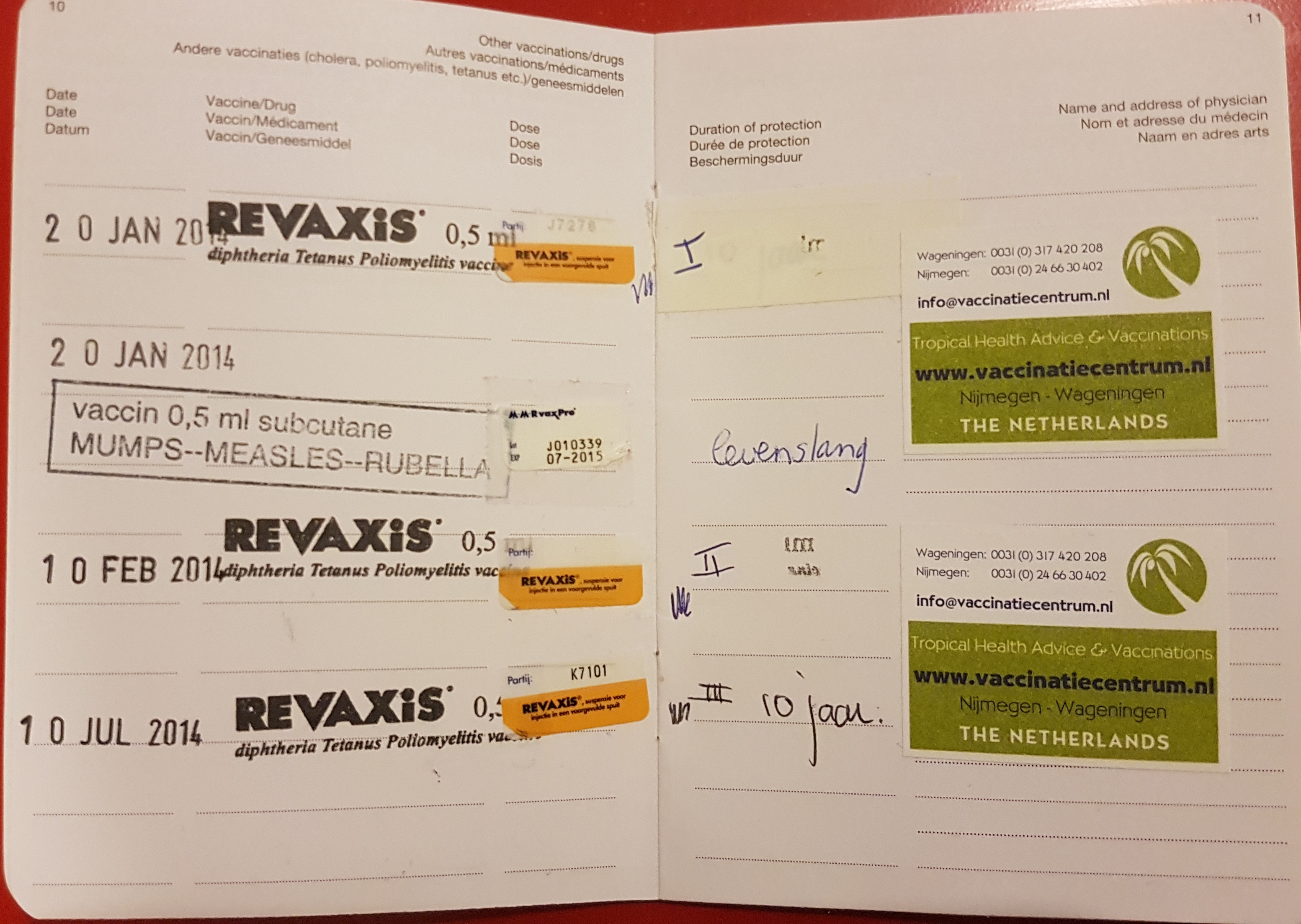
Un Certificado de Vacunaciones emitido en los Países Bajos, que registra la prueba de vacunación contra la difteria, el tétanos, la poliomielitis (DPT), y sarampión, paperas y rubeola (SPR)

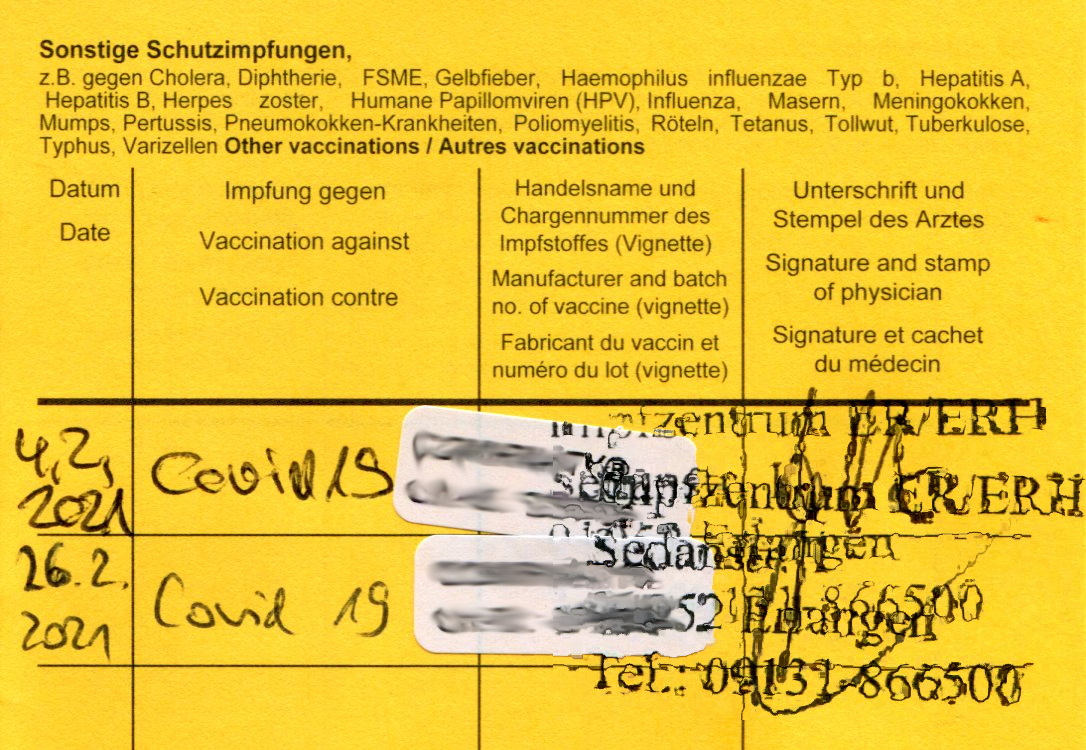
Certificado de vacunación internacional con una vacuna Corona completa (aquí: Vacuna de Pfizer-BioNTech para la COVID-19)

El Certificado Internacional de Vacunación o Profilaxis (CIVP o CIV), también conocido como Yellow Card (inglés para Tarjeta Amarilla), es un registro oficial de vacunación creado por la Organización Mundial de la Salud (OMS). Como documento de viaje, es una especie de pasaporte médico reconocido internacionalmente y que puede ser necesario para entrar en determinados países en los que existen mayores riesgos sanitarios para los viajeros.
El CIVP no es un pasaporte de inmunidad; la principal diferencia es que los certificados de vacunación como el CIVP incentivan a las personas a vacunarse contra una enfermedad, mientras que los pasaportes de inmunidad incentivan a las personas a infectarse y recuperarse de una enfermedad.
Se han propuesto varios sistemas de pasaportes sanitarios o certificados de vacunación para las personas que se han vacunado contra COVID-19.

## Nombre
El apodo (Tarjeta amarilla) Yellow Card o su equivalente en francés Carte Jaune para el Certificado de Vacunas deriva del color amarillo del documento. El hecho de que la fiebre amarilla sea una vacuna comúnmente requerida para viajar ha contribuido a la asociación del documento con el color amarillo, aunque el CIVP puede cubrir una amplia gama de vacunas y refuerzos, no sólo la fiebre amarilla.

## Historia

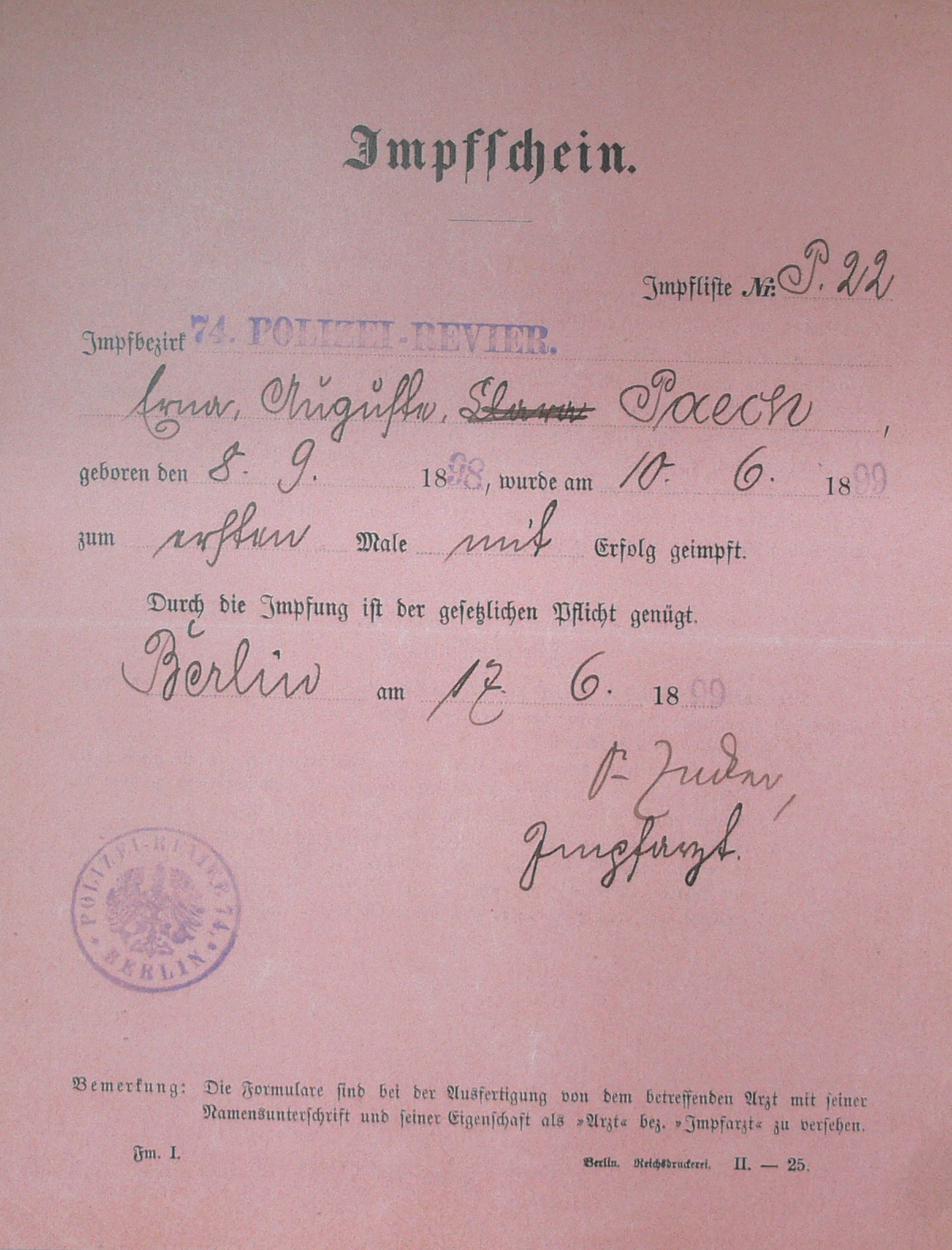
Un certificado de vacunación (Impfschein) alemán de 1899

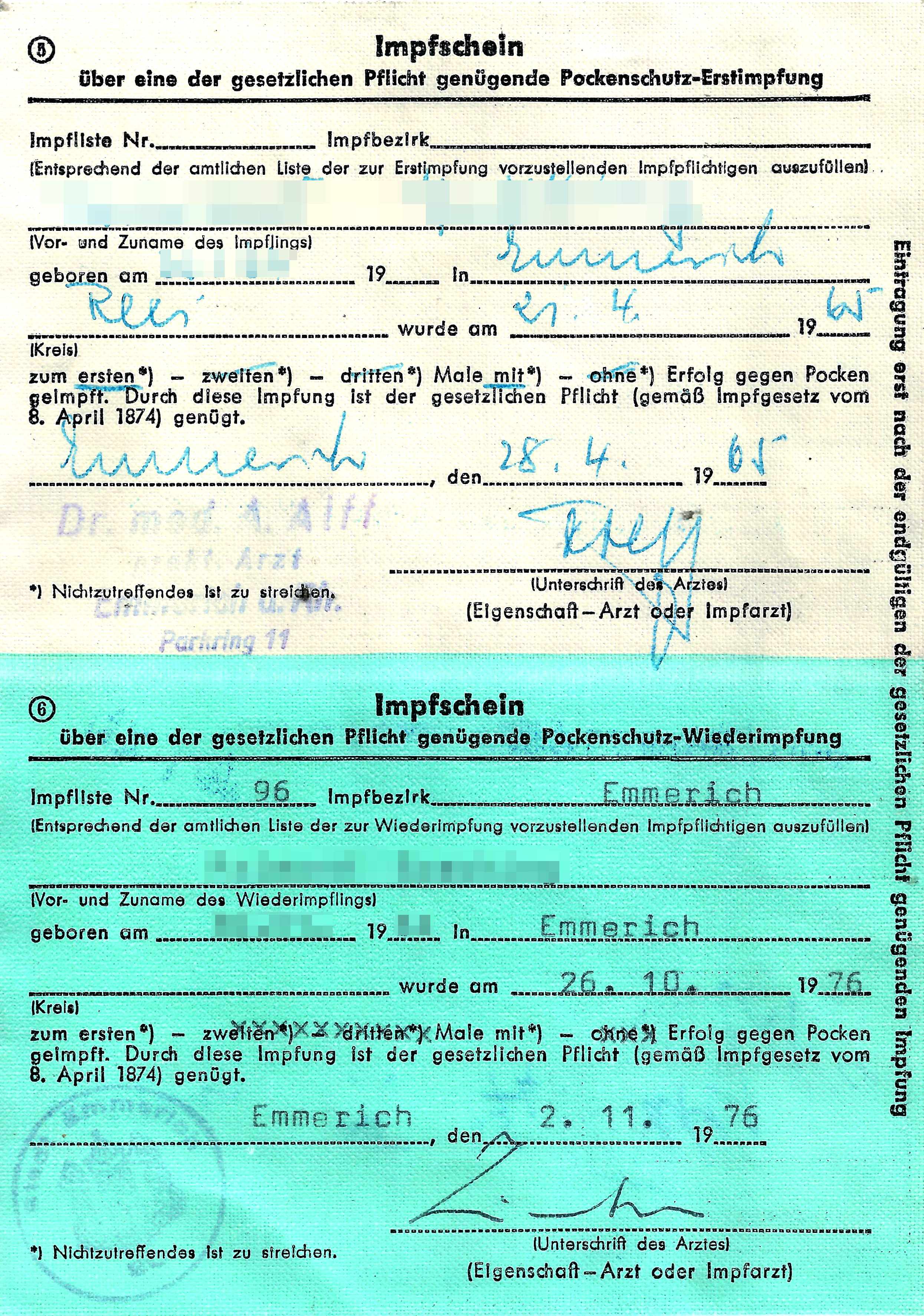
Certificado de vacunación contra la viruela, para la cual estuvo en vigor una vacunación obligatoria en Alemania desde 1967 hasta 1976

Un certificado internacional de vacunación o revacunación contra la fiebre amarilla, expedido en la Unión Soviética en 1985.

### Convenciones Sanitarias Internacionales (1933–1951)
El Certificado Internacional de Inoculación y Vacunación fue establecido por el Convenio Sanitario Internacional para la Navegación Aérea de 1933 en La Haya, entró en vigor el 1 de agosto de 1935 y fue modificado en 1944. Después de la enmienda de 1944, además de las Declaraciones de Salud Personal, Aérea y Marítima, el Convenio abarcaba cinco certificados:
1. Certificado Internacional de Inoculación contra el Cólera.
2. Certificado Internacional de Inoculación contra la Fiebre amarilla.
3. Certificado Internacional de Inmunidad contra la Fiebre Amarilla.
4. Certificado Internacional de Inoculación contra el Fiebre Tifoidea.
5. Certificado internacional de vacunación contra la viruela.

### Reglamento Sanitario Internacional (1951–1969)
La Organización Mundial de la Salud (OMS) se constituyó el 22 de julio de 1946 y entró en vigor el 7 de abril de 1948. La Constitución de la OMS incluía estipulaciones para estimular e impulsar la labor de erradicación de las enfermedades epidémicas, endémicas y de otra índole (artículo 2.g) y que la Asamblea Mundial de la Salud tendría autoridad para adoptar reglamentos relativos a las prescripciones sanitarias y de cuarentena y otros procedimientos destinados a impedir la propagación internacional de las enfermedades (artículo 21. a).
La Cuarta Asamblea Mundial de la Salud adoptó el 25 de mayo de 1951 el Reglamento Sanitario Internacional (alias Reglamento n.º 2 de la OMS), que sustituía y completaba los anteriores convenios sanitarios internacionales. Confirmó la validez y el uso de los certificados internacionales de vacunación (artículo 115), y actualizó el antiguo modelo con una nueva versión (apéndices 2, 3 y 4). Los certificados mencionados se utilizaban como prueba de vacunación contra enfermedades como el cólera, la fiebre amarilla y la viruela; el término inoculación ya no se utilizaba. Los antiguos Certificados Internacionales de Inoculación y Vacunación seguían siendo válidos hasta que caducaban, tras lo cual eran sustituidos por el nuevo CIV. El 23 de mayo de 1956, la Novena Asamblea Mundial de la Salud modificó el formulario del Certificado Internacional de Vacunación o Revacunación contra la Viruela para el 1 de octubre de 1956.

### Reglamento Sanitario Internacional (1969–actualidad)
La Asamblea Mundial de la Salud de la OMS adoptó el Reglamento Sanitario Internacional (RSI) en 1969, sucediendo a los anteriores Convenios/Reglamentos Sanitarios Internacionales. El artículo 79 del RSI introdujo un modelo de Certificado Internacional de Vacunación, y el Apéndice 2 y el Anexo VI estipulaban una serie de condiciones que debían cumplirse para que se considerara válido, como que se imprimiera y rellenara en inglés y francés (podía añadirse un tercer idioma, relevante para el territorio en el que se emitiera). El RSI de 1969 se centraba en cuatro enfermedades: el cólera, la peste, la viruela y la fiebre amarilla; sin embargo, el artículo 51 especificaba que la vacunación contra la peste no se exigiría como condición para la admisión de ninguna persona en un territorio. La Asamblea Mundial de la Salud determinó en 1973 que la vacunación contra el cólera no podía prevenir la introducción del cólera de un país a otro, y eliminó este requisito de la revisión de 1973 del RSI; también se eliminó del CIV.
El CIV tuvo más éxito en el caso de la viruela. La posesión obligatoria de los certificados de vacunación en ciertos países aumentó significativamente el número de viajeros que se vacunaron, y contribuyó así a evitar la propagación de la viruela, especialmente cuando la rápida expansión de los viajes aéreos en los años 60 y 70 redujo el tiempo de viaje desde los países endémicos a todos los demás países a sólo unas horas. Después de que la viruela fuera erradicada con éxito en 1980, el Certificado Internacional de Vacunación contra la Viruela fue cancelado en 1981, y el nuevo formulario de 1983 carecía de cualquier disposición para la vacunación contra la viruela. Así, sólo la fiebre amarilla permaneció como requisito de vacunación para los viajes internacionales para los que se utilizaba el CIV.
En 1994, Arabia Saudí exigía legalmente a los peregrinos que iban a La Meca para el Hajj anual que se vacunaran contra la vacunación contra la meningococemia, mientras que el Centro de Control de Enfermedades también aconsejó a los estadounidenses que viajaran al Cinturón africano de la meningitis o a Kenia, Tanzania y Burundi que se vacunaran, sobre todo si iban durante la estación seca (diciembre–junio).
El brote de SARS (2002-2004) fue el motor de la revisión del 23 de mayo de 2005 del Reglamento Sanitario Internacional, que entró en vigor el 15 de junio de 2007. Ese día, el modelo de certificado internacional de vacunación o profilaxis que figura en el anexo 6 del Reglamento Sanitario Internacional (modificado en 2005) sustituyó al certificado internacional de vacunación o revacunación contra la fiebre amarilla que figuraba en el apéndice 2 del Reglamento Sanitario Internacional (1969).

## Aplicación en los distintos países

### Alemania
En Alemania, el Certificado Internacional de Vacunación según ley se expide para todos los recién nacidos desde 1962 y, además, está disponible en todos los médicos de cabecera o (para los profesionales de la medicina) a través de la Deutsches Grünes Kreuz con sede en Marburg.

### Austria
El pediatra expide la tarjeta de vacunación del niño en el marco de los exámenes del pasaporte materno-infantil. Los adultos pueden obtener una cartilla de vacunación en su médico de cabecera, en la farmacia o en el Ministerio de Sanidad.

### Unión Europea
La Unión Europea tiene previsto introducir un registro digital de vacunación en relación con la normativa sobre la historia clínica electrónica. Debido a la pandemia de COVID-19 y a la próxima vacunas contra el virus, se han cambiado los planes para introducir la tarjeta de vacunación digital en 2021 en lugar de en 2022 como estaba previsto. Actualmente, la fecha prevista es el 1 de junio de 2021.
(leer fr:Passe_sanitaire_européen#Espagne)